# Borlänge stad
Denna artikel handlar om den tidigare kommunen Borlänge stad. För orten se Borlänge, för dagens kommun, se Borlänge kommun.
Borlänge stad var en kommun i Kopparbergs län.

## Administrativ historik
Borlänge stad bildades genom en sammanslagning av Borlänge köping och Domnarvets landskommun 1944. 
1971 ombildades staden till Borlänge kommun.
I likhet med andra under 1900-talet inrättade stadskommuner fick staden inte egen jurisdiktion utan låg fortsatt under landsrätt och ingick i Falu domsagas södra tingslag.
Staden tillhörde liksom dess föregångare Borlänge köping och Domnarvets landskommun Stora Tuna församling.

### Sockenkod
För registrerade fornfynd med mera så återfinns staden inom ett område definierat av sockenkod 2344 med en del definierat av 2378 som motsvarar Stora Tuna socken.

## Stadsvapen
Blasonering: Medelst vågskuror två gånger av blått, silver och rött styckad sköld, i första fältet ett järnmärke och i tredje en balkvis ställd yxa, båda av silver.
Vapnet var Domnarvets landskommuns vapen och antogs vid sammanläggningen 1944.

## Geografi
Borlänge stad omfattade den 1 januari 1952 en areal av 42,80 km², varav 38,70 km² land.

### Tätorter i staden 1960
I Borlänge stad fanns del av tätorten Borlängea, som hade 26 061 invånare i staden den 1 november 1960. Tätortsgraden i staden var då 99,0 procent.

## Befolkningsutveckling
| Befolkningsutvecklingen i Borlänge stad 1945–1970 | Befolkningsutvecklingen i Borlänge stad 1945–1970 | Befolkningsutvecklingen i Borlänge stad 1945–1970 | Befolkningsutvecklingen i Borlänge stad 1945–1970 | Befolkningsutvecklingen i Borlänge stad 1945–1970 |
| --- | ------------------------------------------------- | ------------------------------------------------- | ------------------------------------------------- | ------------------------------------------------- |
| |                                                   |                                                   |                                                   |                                                   |
| År |                                                   |                                                   | Invånare                                          |                                                   |
| 1945 | 1945                                              |                                                   | 19 169                                            | 19 169                                            |
| 1950 | 1950                                              |                                                   | 20 947                                            | 20 947                                            |
| 1955 | 1955                                              |                                                   | 23 828                                            | 23 828                                            |
| 1960 | 1960                                              |                                                   | 26 128                                            | 26 128                                            |
| 1965 | 1965                                              |                                                   | 27 894                                            | 27 894                                            |
| 1970 | 1970                                              |                                                   | 29 795                                            | 29 795                                            |
| Källa: SCB - Folkmängd inom administrativa områden 1910-1961 och Folkmängd 31 dec 1950-1975 i län, kommuner och församlingar enligt kommunindelningen 1 jan 1976. |                                                   |                                                   |                                                   |                                                   |

## Politik

### Mandatfördelning i valen 1946-1966
| 5 | 26 | 7 | 2 |

| 36 |

| 31 | 7 | 2 |

| 35 |

| 2 | 28 | 7 | 3 |

| 34 | 6 |

| 2 | 26 | 2 | 4 | 6 |

| 33 | 7 |

| 2 | 27 | 3 | 5 | 3 |

| 33 | 7 |

| 3 | 25 | 4 | 5 | 3 |

| 33 | 7 |